# Жозе Вітор Родрігес да Сілва дос Сантос
Жозе Вітор Родрігес да Сілва дос Сантос або просто Пернамбуко (порт.-браз. José Vitor Rodrigues da Silva dos Santos, нар. 28 квітня 1998, Ілья-ді-Ітамарака, Бразилія) — бразильський футболіст, нападник казахського клубу «Кизилжар».

## Життєпис
Народився в Ілья-ді-Ітамарака. Вихованець бразильського клубу «Португеза Деспортос», в молодіжній академії якого займався до 2018 року. Після цього був переведений до першої команди, в чемпіонаті Бразилії не зіграв жодного поєдинку. Натомість двічі виходив на поле з лави для запасних у поєдинках Ліги Пауліста A2. Також короткий період часу виступав в одному з нижчих дивізіонів Ліги Пауліста за «Жагуаріну» з однойменного міста (1 поєдинок).
22 лютого 2019 року підписав 5-річний контракт з ФК «Львів». ебютував у футболці «городян» 23 лютого 2019 року в програному (0:1) домашньому поєдинку 19-о туру «Прем'єр-ліги» проти одеського «Чорноморця». Пернамбуко вийшов на поле на 60-й хвилині, замінивши Кауе.

## Титули і досягнення
- Чемпіон Грузії (1):

«Динамо» (Тбілісі): 2020
- Чемпіон Норвегії (1):

«Буде-Глімт»: 2021
- Чемпіон Молдови (1):

«Шериф»: 2021-22
- Володар Кубка Молдови (1):

«Шериф»: 2021-22